# Бесдорф
Бесдорф (нем. Besdorf) — община в Германии, в земле Шлезвиг-Гольштейн. 
Входит в состав района Штайнбург. Подчиняется управлению Шенефельд.  Население составляет 244 человека (на 31 декабря 2010 года). Занимает площадь 7,37 км².